# گرند لیک توون (اکلاهما)
گرند لیک توون(به انگلیسی: Grand Lake Towne) شهری در ایالت اکلاهما کشور ایالات متحده آمریکا است که جمعیت آن در سرشماری سال ۲۰۱۰ میلادی، ۷۴ نفر بوده‌است.